# Mark Ashton
Mark Christian Ashton (ur. 19 maja 1960 w Oldham, zm. 11 lutego 1987 w Londynie) – brytyjski działacz na rzecz praw człowieka osób LGBT, polityk socjalistyczny i członek Komunistycznej Partii Wielkiej Brytanii .

## Życiorys
Ashton urodził się w Oldham, lecz potem przeniósł się do Portrush  . Przed przeprowadzką do Londynu w 1978, studiował w obecnie nieistniejącym Northern Ireland Hotel and Catering College w Portrush. Richard Coles o tym okresie życia Ashtona pisał: 

Mark pracował też przez jakiś czas jako barman w klubie konserwatystów w King’s Cross, albo raczej jako barmanka, w stroju z peruką w stylu Beehive. Nigdy nie byłem pewien, czy bywalcy zdali sobie sprawę z tego, że był tak naprawdę mężczyzną .

 W 1982 spędził trzy miesiące w odwiedzinach u rodziców w Bangladeszu, gdzie jego ojciec pracował w przemyśle maszynerii tekstylnej. Doświadczenia z tego krótkiego okresu miało na niego bardzo głęboki wpływ . Po powrocie, Ashton zgłosił się jako woluntariusz do the London Lesbian and Gay Switchboard, poparł Campaign for Nuclear Disarmament  oraz został członkiem Young Communist League . W 1983 był wystąpił w filmie dokumentalnym dla the Lesbian and Gay Youth Video Project zatytułowanym Framed Youth: The Revenge of the Teenage Perverts, wczesnym dokumencie na temat osób LGBT, który wygrał Grierson Award w 1984 w kategorii „najlepszy dokument”.
W 1984, razem z Mikiem Jacksonem, powołał do życia grupę wsparcia Lesbians and Gays Support the Miners (LGSM) po zebraniu darowizn podczas marszu Lesbian and Gay Pride w Londynie. Celem organizacji było wsparcie na rzecz strajkujących górników.
Po LGSM Ashton zaangażował się w kolektyw the Red Wedge  oraz został sekretarzem generalnym the Young Communist League w okresie 1985 do 1986.
Zdiagnozowany z HIV/AIDS, Ashton został przyjęty do Guy's Hospital 30 stycznia 1987 i zmarł 12 dni później z powodu pneumocystozy. Jego śmierć odbiła się szerokim echem we wspólnocie gejów, szczególnie dzięki relacjom medialnym i liczbie obecnych podczas jego pogrzebu na Lambeth Cemetery  .

## Znaczenie
W imię jego pamięci, powołano the Mark Ashton Trust w celu zbierania pieniędzy na rzecz osób cierpiących z powodu HIV.  Od 2008, the Terrence Higgins Trust dodało the Mark Ashton Red Ribbon Fund, który zebrał ponad £21,000 w 2015. Mark Ashton jest też upamiętniony na AIDS Memorial Quilt w Wielkiej Brytanii  oraz od maja 2014 na tablicy pamiątkowej przy wejściu do londyńskiej siedziby Terrence Higgins Trust .
Ballada „For a Friend” w albumie Red brytyjskiego pop duo The Communards została stworzona ku pamięci Ashtona, gdyż Jimmy Somerville i Richard Coles byli jego przyjaciółmi. Mark Hooper z The Rough Guide to Rock napisał, że ten kawałek jest „najbardziej żarliwym momentem” Somerville’a. For a Friend wspiął się na pozycję 28 brytyjskiej listy przebojów.
Konstandinos Janaris zadedykował swój film Jean Genet Is Dead (1989) pamięci Ashtona.
Działalność the LGSM została przedstawiona w filmie Dumni i wściekli z 2014, gdzie rolę Ashtona zagrał Ben Schnetzer. Rola Ashtona w grupie the Lesbians and Gays Support the Miners została przypomniana w serii wywiadów z kilkorgiem innych jej członków przed premierą filmu . Mimo to, członkostwo Ashtona w the Young Communist League nie została wspomniana w filmie by nie zrażać amerykańskich widzów . Schnetzer został uhonorowany za swoją rolę w filmie dwoma nominacjami British Independent Film Awards.